# Petrus De Fay
Petrus De Fay (onbekend – 1639) was een Zuid-Nederlands dominicaan.
De Fay trad in bij de predikheren in Brugge. Hij was prior van het klooster van 1625 tot 1627.

## Publicaties
- De paenitentia, qua virtute, qua sacramenta, 1626.
- De pretisiossimo sanguine Salvatoris nostri Jesu Christiqui Brugae Flandriae asservatur. Cum relatione prodigiosae Ligni sanctissimi crucis nostri Redemptoris in ecclesia collegiata D. Virginis sacra civitatis ejusdem asservati, 1633, gedeeltelijk gebaseerd op de geschriften van Eustachius Allaude.
- Discursus juxta juridictionem regularium qui obeunt munus praedicandi et pertetuitate approbationum religiosorum ad accipiendum confessiones  et praedicandum verbum Dei, 1636.
- Clypeus ordinummendicantium, 1657.